# Nishijin (metropolitana di Fukuoka)
Nishijin (西新駅?, Nishijin-eki) è una stazione della metropolitana di Fukuoka che si trova nel quartiere di Sawara. La stazione è servita dalla linea Kūkō.

## Struttura
La stazione è dotata di un marciapiede a isola con due binari passanti sotterranei.
| 1 | Linea Kūkō | per Tenjin, Hakata e Aeroporto di Fukuoka |
| 2 | Linea Kūkō | per Meinohama e Nishi-Karatsu             |

## Statistiche di utilizzo
In media, nell'anno 2014 ogni giorno gli utenti sono stati, in media, 22.387 persone.
Di seguito le statistiche degli ultimi anni:
| Anno | Passeggeri giornalieri |
| ---- | ---------------------- |
| 2001 | 22,097                 |
| 2002 | 21,671                 |
| 2003 | 20,885                 |
| 2004 | 20,387                 |
| 2005 | 19,421                 |
| 2006 | 20,167                 |
| 2007 | 20,292                 |
| 2008 | 20,468                 |
| 2009 | 19,999                 |
| 2010 | 20,691                 |
| 2011 | 21,374                 |
| 2012 | 21,799                 |
| 2013 | 22,222                 |
| 2014 | 22,526                 |
| 2015 | 22,387                 |

## Stazioni adiacenti
| «          | Servizio   | »          |
| Linea Kūkō | Linea Kūkō | Linea Kūkō |
| ---------- | ---------- | ---------- |
| Fujisaki   | -          | Tōjinmachi |